# Família de corbes

Família de paràboles amb el seu vèrtex en
' i paràmetre

Una família de corbes és un conjunt de corbes, cada una de les quals és definida per una funció o parametrització en què un o més paràmetres són variables. En general, els paràmetres influeixen en la forma de la corba d'una manera que és més complicada que una simple aplicació lineal. Els conjunts de corbes donats per una relació implícita també poden representar famílies de corbes.
Les famílies de corbes apareixen freqüentment en les solucions d'equacions diferencials; quan s'introdueix una constant d'integració additiva, generalment es manipularà algebraicament fins que ja no representi una transformació lineal simple.